# Ne dumaj pro belych obez'jan
Ne dumaj pro belych obez'jan (Не думай про белых обезьян) è un film del 2008 diretto da Jurij Mamin.

## Trama
Il film racconta di Vova, una giovane ed energica barista, per la quale la cosa più importante sono i soldi. Il suo futuro suocero gli concede una soffitta abbandonata a sua disposizione e chiede che il seminterrato venga trasformato in un ristorante. In soffitta, Vova incontra una ragazza depressa di nome Daša, un'artista alcolizzata Gena e uno strano uomo calvo. All'inizio, vuole usarli come manodopera a basso costo, ma poi la sua idea del mondo cambia.